# Preston Brooks

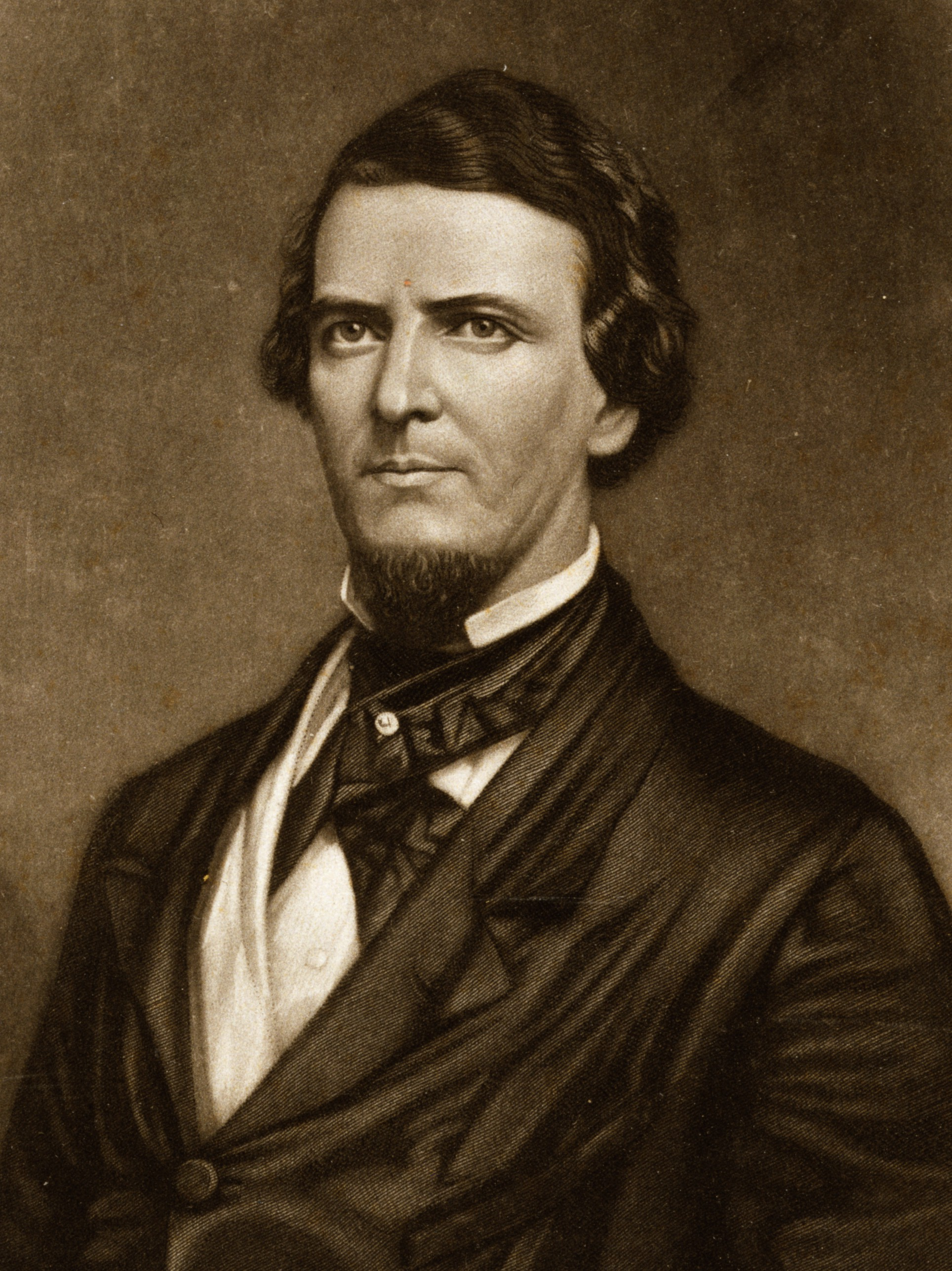
Preston Brooks

Preston Smith Brooks (* 6. August 1819 in Edgefield, South Carolina; † 27. Januar 1857 in Washington, D.C.) war ein US-amerikanischer Politiker (Demokratische Partei).
Brooks war der erste Sohn einer der einflussreichsten Pflanzerfamilien South Carolinas. Er besuchte die Moses Waddel School in Willington und anschließend das South Carolina College, dessen er allerdings 1839 ohne Abschluss verwiesen wurde, weil er versucht hatte, seinen Bruder mit Waffengewalt aus dem Gefängnis zu befreien. 1840 war er in ein Duell mit dem späteren Senator Louis Wigfall verwickelt, bei dem er an der Hüfte verwundet wurde, wodurch er zeit seines Lebens auf einen Stock als Gehhilfe angewiesen war. 1841 heiratete er Caroline H. Means, die noch im selben Jahr starb. Aus der folgenden Ehe mit ihrer Cousine Martha C. Means gingen vier Kinder hervor.
1845 erfolgte Brooks’ Aufnahme in die Rechtsanwaltskammer und, mit der Wahl in das Repräsentantenhaus von South Carolina, der Beginn seiner politischen Laufbahn. Bei Ausbruch des Mexikanisch-Amerikanischen Krieges im Jahr 1846 meldete er sich als Hauptmann zum Palmetto-Regiment, eine Typhuserkrankung verhinderte allerdings seine Teilnahme am Kampf. Brooks wurde 1853 ins Repräsentantenhaus der Vereinigten Staaten gewählt.

## Sumner-Brooks-Zwischenfall

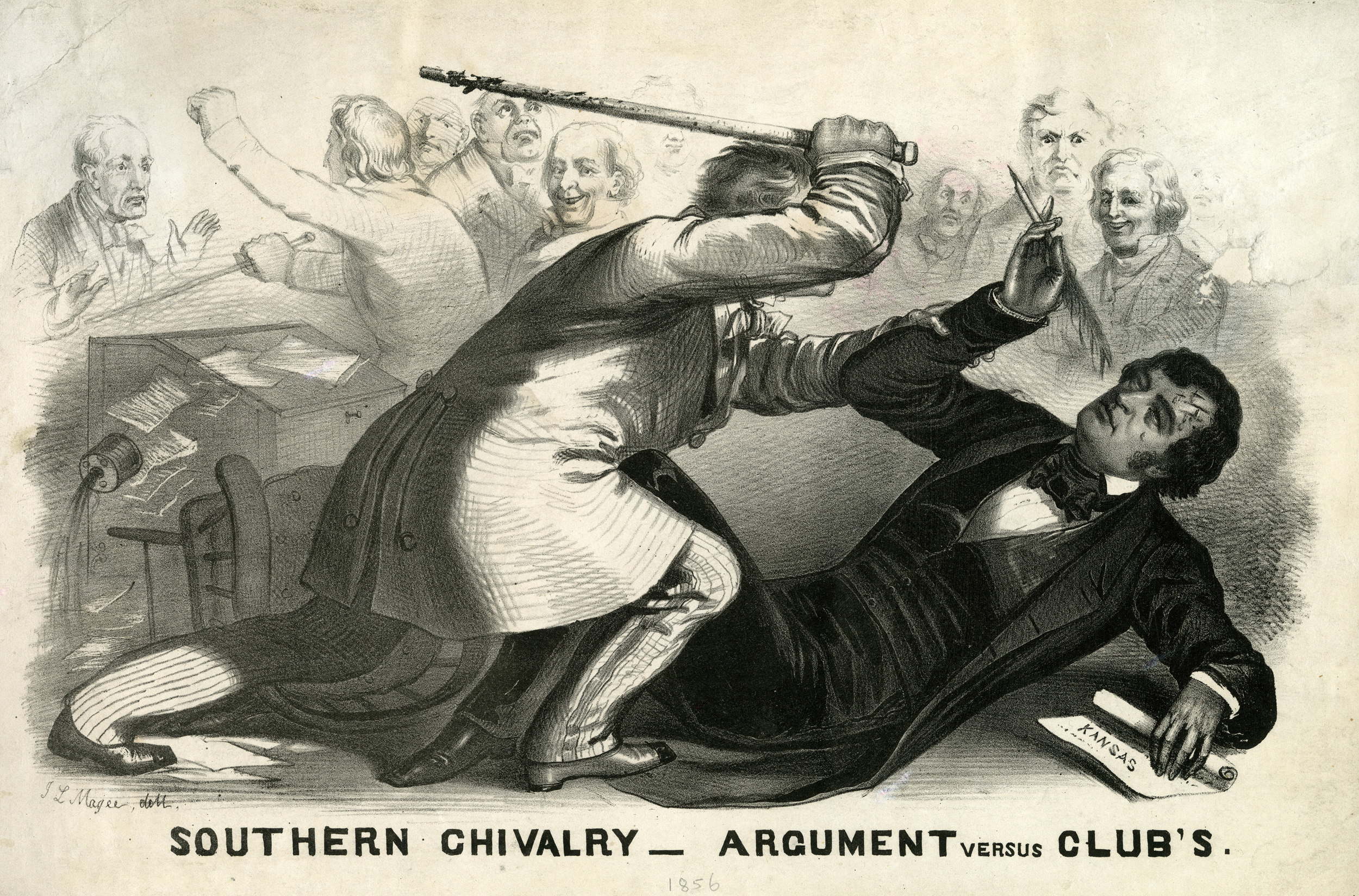
Karikatur J.L. Magees zum Überfall

Am 20. Mai 1856 hielt der republikanische Senator Charles Sumner aus Massachusetts in Zusammenhang mit den gewalttätigen Vorgängen in Kansas eine Rede im Kongress, in der er die Verhältnisse im Süden im Allgemeinen, insbesondere aber den Staat South Carolina scharf angriff („Schandfleck der Zivilisation“) und dabei auch Senator Andrew Butler, Brooks’ Cousin, massiv beleidigte. Senator Butler war zu diesem Zeitpunkt nicht anwesend und Brooks fühlte sich als sein Verwandter und Landsmann verpflichtet, diese Beleidigung zu rächen. Am 22. Mai 1856 betrat Brooks den Senat, suchte Charles Sumner auf und sprach ihn an: „Ich habe mir Ihre Rede zweimal sorgfältig durchgelesen, Sir, sie stellt eine Beleidigung South Carolinas und des Senators Butler dar, mit dem ich verwandt bin!“ Danach hob er seinen Spazierstock und schlug damit bis zu 30 Mal auf Sumner ein, wobei der Stock in mehrere Teile zerbrach. Der schwer verletzte Sumner musste danach dem Senat drei Jahre fernbleiben. Sein Staat ließ seinen Platz in dieser Zeit demonstrativ unbesetzt. Der Vorfall wurde im Norden als ein Akt der Barbarei betrachtet, während der Süden Brooks zum Helden erklärte, weil er die Ehre des Südens wiederhergestellt habe. So schickten ihm einige Bewunderer aus den Südstaaten neue Spazierstöcke, einige waren mit der Inschrift „Hit him again“ versehen. Bei den Wahlen von 1856 sollte die Empörung über den Vorfall allerdings den Republikanern zugutekommen.
Ein zur Untersuchung des Vorfalls eingesetztes Komitee legte einen Bericht vor, auf dessen Grundlage über die Entfernung Brooks’ aus dem Kongress abgestimmt wurde. Obwohl die nötige Mehrheit verfehlt wurde, trat Brooks zurück und kandidierte in einer Sonderwahl nochmals für seinen eigenen Sitz. Kurz nach seiner Rückkehr erlag er den Folgen einer Erkältungskrankheit.
Brooks liegt in Edgefield begraben, wo ihm auf dem Friedhof ein Denkmal errichtet wurde.
Nach Preston Brooks wurden das Brooks County in Georgia und die Stadt Brooksville in Florida benannt.